# ماساكي يوميبيا
ماساكي يوميبيا (باليابانية: 弓場 将輝) (مواليد 13 مايو 2002) هو لاعب كرة قدم ياباني.

## وصلات خارجية
- ماساكي يوميبيا على موقع رابطة كرة القدم اليابانية للمحترفين (اليابانية)
- ماساكي يوميبيا على موقع قاعدة بيانات كرة القدم.إي يو (الإنجليزية)
- ماساكي يوميبيا على موقع Soccerway.com (الإنجليزية)
- ماساكي يوميبيا على موقع عالم كرة القدم.نت (الإنجليزية)